# Municipalità locale di Inxuba Yethemba
Inxuba Yethemba è una municipalità locale (in inglese Inxuba Yethemba Local Municipality) appartenente alla municipalità distrettuale di Chris Hani della  Provincia del Capo Orientale in Sudafrica. 
In base al censimento del 2001 la sua popolazione è di 60.296 abitanti.
La sede amministrativa e legislativa è la città di Cradock e il suo territorio si estende su una superficie di 2.258 km² ed è suddiviso in 9 circoscrizioni elettorali (wards). Il suo codice di distretto è EC131.

## Geografia fisica

### Confini
La municipalità locale di Inxuba Yethemba confina a nord con quelle di Umsombomvu (Pixley ka Seme/Provincia del Capo Settentrionale) e Gariep (Ukhahlamba), a est con quella di Tsolwana,a sud con quella di Nxuba (Amatole), a sud e a ovest con quella di Blue Crane Route (Cacadu) e a ovest con quelle di Ubuntu,  Emthanjeni (Pixley ka Seme/Provincia del Capo Settentrionale), Camdeboo (Cacadu) e con il District Management Areas ECDMA10.

### Città e comuni
- Agter Sneeuberg
- Baroda
- Carlton
- Conway
- Cradock
- Drennan
- Elandsdrift
- Heydon
- Halesowen
- KwaNonzame
- Lingelihle
- Middelburg
- Mortimer
- Post Chalmers
- Rosmead
- Sherborne
- Spitskopvlei
- Swaershoek
- Tafelberg
- Visrivier

### Fiumi
- Gannahoek
- Groot – Brak
- Groot – Vis
- Gunstelingstroom
- Kareebos
- Klein Brak
- Klein – Brak
- Klein Seekoei
- Kwaai
- Oompies
- Pauls
- Poort
- Riet
- Rooispruit
- Sondags
- Tarka
- Teebus
- Willem Burgers

### Dighe
- Biggs Dam
- Grassridge Dam
- Kelley-Paterson Dam
- Kommandodrift Dam
- Knoffelvlei Dam
- Mile Dam
- Myldam
- Seligman Dam

### Laghi
- Lake Athur